# Juli Zeh
Juli Zeh (ur. 30 czerwca 1974 w Bonn) – niemiecka prawniczka i pisarka. Znana jest z zaangażowania społecznopolitycznego. Została wyróżniona licznymi nagrodami literackimi. Poza pracą literacką Juli Zeh zajmuje się również pisaniem esejów dla Die Zeit oraz FAZ.
Od maja do października 2014 roku razem z Jakobem Augsteinem i Janem Fleischauerem tworzyła stałą rubrykę o nazwie Die Klassensprecherin dla Der Spiegel.

## Życiorys
Juli Zeh jest córką byłego dyrektora Bundestagu, Wolfganga Zeh.
Uczęszczała do szkoły im. Otto Kühne w Bonn i zdała tam maturę. Następnie studiowała nauki prawne w zakresie prawa międzynarodowego w Pasawie, Krakowie, Nowym Jorku i Lipsku. Po odbyciu stażu w ONZ w Nowym Jorku rozpoczęła studia podyplomowe na kierunku „Prawo Integracji Europejskiej”, które ukończyła z tytułem Magister Prawa LLM.
Studia w Niemieckim Instytucie Literatury w Lipsku zaczęła w roku 1996, jeszcze przed rozpoczęciem studiów prawniczych, i ukończyła z dyplomem w 2000 roku.
Pracowała w ambasadzie niemieckiej w Zagrzebiu. Jako wysłanniczka Biura Wysokiego Przedstawiciela Narodów Zjednoczonych nadzorowała wybory w Bośni i Hercegowinie.
W 2010 roku ukończyła studia doktoranckie na Uniwersytecie Kraju Saary w Saarbrücken. Jej rozprawa doktorska dotyczyła działalności legislacyjnej ONZ. Została za tę pracę wyróżniona nagrodą Deutscher Studienpreis przez Fundację Körbera.
Członkini Niemieckiego Stowarzyszenia Pisarzy i Wolnego Związku Artystów.
Od 2007 roku mieszka w Barnewitz w powiecie Havelland, w Brandenburgii.
Wcześniej przez dłuższy czas mieszkała w Lipsku.
Prywatnie żona i matka dwójki dzieci.

## Twórczość literacka
Autorka książek: Die Stille ist ein Geräusch, Spieltrieb, Adler und Engel. Laureatka nagrody w dziedziny eseistyki Uniwersytetu Humboldta w Berlinie (1999) oraz Caroline Schlegel Preis (2000). Powieść Adler und Engel została wyróżniona w 2001 Deutscher Bucherpreis za debiut.
Powieść debiutancka Juli Zeh, Orły i Anioły – przetłumaczona na 31 języków – opowiada o środowisku prawników i mafii narkotykowej. Traktuje o prawie międzynarodowym, ukazując jednocześnie „specjalną formę prawną, która właściwie tylko w połowie działa w imię prawa”.
Fabuła Corpus delicti rozgrywa się w roku 2057. Podstawą państwowości jest tak zwana Metoda. Państwo zmusza swoich obywateli do bezwzględnego utrzymywania zdrowia, gdzie zapalenie papierosa traktowane jest jako poważny czyn karalny.
Z kolei tytułowe Unterleuten z Witamy w Unterleuten! to współczesna brandenburska wieś, zamieszkała przez całą gamę przeróżnych ludzi. Interesy miejscowych, napływowych, w tym i uciekinierów oraz zainteresowanych robieniem nie koniecznie uczciwych interesów  mieszają się, powodując starcia i konflikty aż do tragicznego finału. 
Wśród sąsiadów znalazła się Dora, która uciekła na wieś, chroniąc się przed zgiełkiem miasta, dotychczasową pracą, nieudanym związkiem i innymi problemami. Stosunki międzyludzkie w jej nowym miejscu na Ziemi dziwią, poruszają, zmuszają w końcu do działania.
Po polsku ukazały się: Adler und Engel – Orły i Anioły (W.A.B. 2004), Die Stille ist ein Geräusch – Cisza jest dźwiękiem: Podróż po Bośni (Znak 2004) i Spieltrieb – Instynkt Gry (W.A.B. 2007)

## Dzieła w języku polskim
- Orły i Anioły, tłum. Sława Lisiecka, W.A.B., ISBN 83-89291-91-6.
- Cisza jest dźwiękiem, tłum. Sława Lisiecka, Znak, ISBN 83-240-0475-0.
- Instynkt gry, tłum. Sława Lisiecka, W.A.B., ISBN 978-83-7414-265-6.
- Corpus delicti, tłum. Sława Lisiecka, W.A.B., ISBN 978-83-7414-946-4.
- Ciemna materia, tłum. Sława Lisiecka, W.A.B., ISBN 978-83-7414-678-4.
- Witamy w Unterleuten!, tłum. Katarzyna Sosnowska, Wydawnictwo Sonia Draga, ISBN 978-83-6666-191-2
- Wśród sąsiadów, tłum. Dariusz Guzik, Wydawnictwo Sonia Draga, ISBN 978-83-8230-435-0